# Tropiciel (film 1987)
Tropiciel (w języku lapońskim: Ofelaš, norweskim: Veiviseren) to tytuł bazującego na lapońskiej legendzie filmu produkcji norweskiej z roku 1987, wyreżyserowanego przez Nilsa Gaupa, który był także twórcą scenariusza.
Tropiciel jest pierwszym pełnometrażowym filmem nakręconym w języku lapońskim. Był też nominowany w roku 1988 do Oscara w kategorii najlepszego filmu nieanglojęzycznego. Nils-Aslak Valkeapää, Kjetil Bjerkestrand i Marius Müller byli twórcami muzyki. Valkeapää zagrał też jedną z ról w filmie.
Film kręcono głównie na płaskowyżu Finnmarksvidda, przy temperaturze sięgającej minus 47 stopni Celsjusza, co przysporzyło wielu kłopotów z obsadą, jak i natury technicznej. Większość aktorów była Lapończykami i zimno nie stanowiło dla nich problemu, ale kilku kaskaderów odmówiło pracy w tych warunkach.

## Opis filmu-fabuła
Kraina Finnmark, około roku 1000. Młody Lapończyk o imieniu Aigin, wracający do domu z polowania, odkrywa, że jego rodzina została wymordowana przez koczowniczych Czudów. Chłopak ucieka do najbliższej wioski zamieszkiwanej przez Lapończyków, ścigany przez Czudów. Po dotarciu Aigina do celu i przekazaniu wieści o zbliżającym się zagrożeniu, wśród jej mieszkańców wywiązuje się dyskusja. Część z nich chce stawić czoła najeźdźcom, podczas gdy reszta, przekonana, że nie mają szans w starciu, decyduje się uciec. W grupie oczekującej Czudów znajduje się też Aigin. Tylko on jako jedyny wychodzi żywy z potyczki i zgadza się, aby oszczędzić męki torturowanemu współplemieńcowi, wskazać miejsce pobytu uciekinierów. W ten sposób staje się tropicielem, czyli przewodnikiem grupy Czudów. Przeprowadzając grupę przez strome ostępy górskie, Aigin strąca w przepaść grupę związanych ze sobą linami Czudów.
Film stał się inspiracją dla innego obrazu o tym samym tytule (patrz: Tropiciel) z roku 2007.